# Åryd (Blekinge)
Åryd er en by med 317 (2023) indbyggere i Karlshamns kommun i Blekinge län i Sverige. Byen ligger mellem Karlshamn og Ronneby.